# Starše
Starše este o localitate din comuna Starše, Slovenia, cu o populație de 726 de locuitori.